# جائزة جون ج. كارتي لتقدم العلوم
جائزة جون ج. كارتي لتقدم العلوم هي جائزة تمنحها الأكاديمية الوطنية الأمريكية للعلوم للإنجازات المتميزة والجديرة بالملاحظة في أي مجال من مجالات العلوم التي يشملها ميثاق الأكاديمية.
أنشئت جائزة جون ج. كارتي لتقدم العلوم في عام 1932 على يد شركة الهاتف والتلغراف الأمريكية أيه تي أند تي، وسُمّيت على اسم المهندس الكهربائي الأمريكي جون ج. كارتي، والذي عمل في شركة الهاتف والتلغراف الأمريكية أيه تي أند تي، وكان أول الحاصلين على الجائزة في عام 1932.
تبلغ قيمة جائزة جون ج. كارتي لتقدم العلوم حالياً 25 ألف دولاراً أمريكيّاً.

## الحاصلون على الجائزة
| السنة | الفائز بالجائزة                                | ملاحظات |
| ----- | ---------------------------------------------- | --- |
| 1932  | جون ج. كارتي                                   | |
| 1936  | إدموند ب..ويلسون                               | |
| 1939  | السير وليام براغ                               | |
| 1943  | إدوين ج. كونكلين                               | |
| 1945  | وليام ف. دوراند                                | |
| 1947  | روس ج. هاريسون                                 | |
| 1950  | ايرفينغ لانجموير                               | |
| 1953  | فانيفار بوش                                    | |
| 1961  | تشارلز هـ. تاونز                               | حصل على الجائزة في الفيزياء |
| 1963  | موريس إوينج                                    | حصل على الجائزة في الجيوفيزياء |
| 1965  | ألفريد هـ. ستورتيفانت                          | حصل على الجائزة في الكيمياء الحيوية |
| 1969  | موراي جيل مان                                  | حصل على الجائزة في الفيزياء النظرية |
| 1971  | جيمس د. واتسون                                 | حصل على الجائزة في علم الأحياء الجزيئي |
| 1975  | ج. توزو ويلسون                                 | حصل على الجائزة في علوم الأرض |
| 1978  | جون ن. ماذر                                    | حصل على الجائزة في علوم الرياضيات البحتة |
| 1981  | شينج تونج ياو                                  | حصل على الجائزة في علوم الرياضيات |
| 1984  | روبرت هـ. بوريس                                | حصل على الجائزة في العلوم الزراعية لدراساته الثاقبة للكيمياء الحيوية لتثبيت النيتروجين، وإثرائه للعلوم الزراعية من خلال الفعل والقدوة. |
| 1987  | موتو كيمورا                                    | حصل على الجائزة في علم الأحياء التطوري لإثباته دور العمليات العشوائية في إحداث معظم التباعد الأليلي والحفاظ عليه في الطبيعة ممّا أدى إلى توحيد البيولوجيا الجزيئية مع النظرية التطورية وتعزيز كلا المجالين. |
| 1992  | جوزيف هـ. تايلور الابن                         | حصل على الجائزة في الفيزياء لتطوير تجارب توقيت النجوم النابضة بدقة متناهية لإجراء دراسات أساسية تتعلق بالجاذبية، ومن بينها إشعاع الجاذبية والاختبارات عالية الترتيب للنسبية العامة. |
| 1997  | باتريك ف. كيرش                                 | حصل على الجائزة في الأنثروبولوجيا لاتساع نطاق إنجازاته الأنثروبولوجية المميزة، والتي امتدت إلى العديد من جزر المحيط الهادئ وانضمت إلى علم الآثار الخاص بهم مع علم النبات العرقي، والتاريخ الإثني، واللغويات التاريخية، وعلم الأحياء البشري.                                                                                               |
| 2000  | دونالد ليندن بيل                               | حصل على الجائزة في علم الفلك والفيزياء الفلكية لعمله المتميز في الفيزياء الفلكية النظرية، وخاصة مساهماته الرائدة في فهمنا للتأثيرات الديناميكية الجماعية داخل الأنظمة النجمية. |
| 2003  | ديفيد أ. فريدمان                               | حصل على الجائزة في علم الإحصاء لمساهماته العميقة في نظرية وممارسة الإحصاء، والتي من بينها الأسس الصارمة لتأثير بايزيان والتحليل الحاد لتعديل التعداد. |
| 2004  | إلينور أوستروم                                 | حصلت على الجائزة في العلوم الاجتماعية والسياسية لمساهماتها الاستثنائية في دراسة المؤسسات الاجتماعية، وأبحاثها التي عززت بشكل كبير فهمنا لإدارة الموارد وحوكمة الاقتصادات العامة المحلية. |
| 2005  | روبرت ج. كافا                                  | حصل على الجائزة في الفيزياء لمساهماته البارزة في تخليق وتوصيف العديد من المواد الجديدة التي تعرض خصائص فائقة التوصيل أو عازلة أو مغناطيسية أو حرارية مثيرة للاهتمام ومهمة. |
| 2006  | روسيل ف. دوليتي                                | حصل على الجائزة في علوم الحاسبات لمساهماته في رؤى وأساليب استخدام أجهزة الحاسبات كعامل مساعد في توصيف وظيفة البروتين، وفي مقارنة تسلسل الأحماض الأمينية، ولإعادة بناء النشوء والتطور. |
| 2007  | جوزيف ر. إيكر                                  | حصل على الجائزة في علم النبات لمساهماته في مجالات نقل إشارة الإيثيلين وعلم جينوم الأرابيدوبسيس التي مهدت الطريق لثورة في الزراعة الحديثة. |
| 2008  | توماس إيسنر                                    | حصل على الجائزة في علم البيئة لدراساته الرائدة حول الطرق التي لا تعد ولا تحصى التي تستخدم بها الكائنات الكيمياء للتوسط في التفاعلات البيئية وتوفير أساس لمجال البيئة الكيميائية. |
| 2009  | جوزيف فيلسنشتاين                               | حصل على الجائزة في علم الأحياء التطوري لإحداثه ثورة في علم الوراثة السكانية، وعلم الأحياء النشئي، والنظاميات من خلال تطوير إطار حسابي معقد لاستنتاج العلاقات التطورية للجينات والأنواع من البيانات الجزيئية. |
| 2010  | أندريه غايم                                    | حصل على الجائزة في الفيزياء لأبحاثه وتجاربه حول الجرافين، ومعرفته للشكل ثنائي الأبعاد للكربون. |
| 2012  | مايكل إ. بوسنر                                 | حصل على الجائزة في العلوم المعرفية لمساهماته البارزة في فهم الانتباه المكاني ولإجرائه تحقيقات رائدة في الأساس العصبي للإدراك باستخدام طرق التصوير الوظيفي غير الغازية للدماغ. |
| 2014  | جوزيف ديريزي                                   | حصل على الجائزة في علم الجينات لجهوده الرائدة لتطوير تقنيات جينومية جديدة واستخدام التقنيات التي توصل من خلالها لاكتشافات ذات أهمية أساسية وعملية في علم الفيروسات. |
| 2016  | مايكل غودارد، وثيودوروس مايفيسن                | حصلا على الجائزة في العلوم الزراعية لتطويرهما للاختيار الجيني، وتوحيد النظرية الوراثية الكمية مع تكنولوجيا الجينوميات ممّا أدى إلى إحداث ثورة في التحسين الوراثي للثروة الحيوانية والمحاصيل. كما أدت أبحاثهما أيضًا إلى تنشيط التنبؤ الجينومي، والذي كان له آثار بعيدة المدى في عدة مجالات بدءاً من الطب البشري ووصولاً إلى بيولوجيا الحفظ.   |
| 2018  | ديفيد م. كريبس، وبول ميلغروم، وروبرت ب. ويلسون | حصلوا على الجائزة في علم الاقتصاد لإحداثهم تقدم أساسي في نظرية اللعبة من خلال إظهار كيفية تغيير المعلومات غير الكاملة لتوازن النتائج. |
| 2020  | كارولين ر. بيرتوزي                             | حصلت على الجائزة في الكيمياء الحيوية لاختراعها الكيمياء الحيوية المتعامدة، وهي فئة قابلة للتطبيق على نطاق واسع من العمليات لإنتاج مواد حيوية جديدة قابلة للتطوير. استخدمت تقنياتها المبتكرة على نطاق واسع في أماكن تجارية، وفي التطبيقات الطبية للاكتشاف العلاجي والتشخيصي، كما استخدمت هذه الأدوات في دراسات بيولوجيا السكر وأبحاث السل. |